# Estádio João Alves Filho
O Estádio João Alves Filho é um estádio de futebol localizado na cidade de Propriá, no estado de Sergipe, é de propriedade do Governo Estadual e tem capacidade para 8.235 pessoas.
 Se situa às margens da BR 101, paralela a cidade de Propriá.

## Polêmicas e Necessidade de reforma
Em 2009, o Governo do Estado anunciou reformas nos estádios de diversas cidades sergipanas, dentre as quais a do Estádio João Alves Filho em Propriá. A promessa foi feita, porém a obra não foi iniciada e não há previsão para os serviços. Diante da situação das praças de esportes na cidade ribeirinha, a única alternativa é utilizar as instalações do Estádio Constantino Tavares, pertencente ao tradicional Esporte Clube Propriá. No entanto, em 2011 o estádio passou a ser cogitado à venda a uma rede de supermercados o que deixaria a população local sem uma praça desportiva condizente com a sua representatividade no futebol local.
O nome do estádio reflete ainda uma briga política posto que o certame leva o nome do maior rival político do atual governador Marcelo Déda. Entretanto, vale frisar, que o nome do estádio pode ser modificado de acordo com a Lei Federal do Brasil nº 6454 de 1977 que proíbe dar nome de pessoas vivas para qualquer bem público.

## Perspectivas futuras
Afirma-se que o Governo do Estado, através da Secretaria de Esporte e Lazer, já vem analisando para executar o projeto de restauração das praças de esportes no município. É notável que seja preciso que os âmbitos dos poderes se unam para conseguir importantes realizações em prol da população. De acordo com a mídia local,os esforços para a mobilização já estão sendo disponibilizados visando o crescimento do estrutura desportiva local.